# Molophilus idiophallus
Molophilus idiophallus är en tvåvingeart som beskrevs av Alexander 1956. Molophilus idiophallus ingår i släktet Molophilus och familjen småharkrankar.
Artens utbredningsområde är Uganda. Inga underarter finns listade i Catalogue of Life.